# Istituto per i Beni Musicali in Piemonte
L'Istituto per i Beni musicali in Piemonte è un ente culturale che svolge l'opera di promozione di studi, di ricerca e di documentazione, di pubblicazioni e incisioni discografiche relative alla cultura e alla civiltà musicale del Piemonte. Si occupa, inoltre, di procedere all'inventariazione e catalogazione del patrimonio musicale della Regione Piemonte.

## Storia
L'Istituto per i Beni Musicali in Piemonte nasce come evoluzione dell'Associazione Piemontese per la Ricerca delle Fonti Musicali, fondata a Torino nel 1986 da un gruppo di musicologi coordinati e diretti da Alberto Basso. L'Istituto viene ufficialmente creato nel 1993 per avere un centro regionale per la ricerca su base scientifica della musica.

## Centro di Ricerca e Documentazione e Biblioteca
A pochi anni dall'istituzione dell'IBMP, nel 1995, Alberto Basso apre, nel comune di Saluzzo, il Centro di Ricerca e Documentazione dell'Istituto per i Beni Musicali in Piemonte.
Il Centro è sede delle raccolte e dei fondi posseduti dall'IBMP, oltre ad essere la sede della biblioteca dell'Istituto.
Fanno parte della biblioteca il "Fondo Alberto Basso", con oltre 25000 unità bibliografiche; la "Collezione Franco Vitale", con circa 900 bobine con musiche registrate e oltre 1600 dischi LP di musica antica; il "Fondo Rosario Scalero", che comprende oltre 3000 di lettere autografe; il "Fondo Ferruccio Civra", che comprende quasi 4000 audiocassette; il fondo "Serge Bertino", comprendente un centinaio di nastri di registrazioni musicali radiofoniche; il fondo di musiche manoscritte e a stampa della fine del XVIII secolo e inizio XIX donate in memoria di Re Umberto II e provenienti dal Palazzo Reale di Torino.

## Progetto Vivaldi
Nel 1930, Roberto Foà e Filippo Giordano acquistarono 27 volumi della biblioteca del compositore veneziano Antonio Vivaldi, che, per un caso fortuito, si trovava presso il collegio salesiano di San Carlo, nei pressi di Casale Monferrato.
Il fondo, denominato "Foà-Bruno", è tuttora presente all'interno della biblioteca nazionale universitaria di Torino.
Alla fine degli anni '90, l'Istituto per i Beni Musicali in Piemonte, grazie ad un'intuizione del musicologo Alberto Basso, decise di intraprendere un percorso che lo porterà a registrare l'intero catalogo dei manoscritti vivaldiani inediti, facenti parte del fondo "Foà-Giordano".
Coadiuvato dall'etichetta discografica francese Naïve, l'Istituto fece partire il progetto Vivaldi Edition, che racchiude le registrazioni della musica autografa di Vivaldi.

## Progetto Rosario Scalero
L'Istituto per i Beni Musicali in Piemonte ha acquisito l'archivio del Maestro Rosario Scalero. Il fondo è costituito da un ingente quantità di musica manoscritta e a stampa, documenti di vita privata e pubblica e numerosi appunti delle lezioni che il Maestro teneva negli Stati Uniti. Sono inoltre presenti numerose testimonianze fotografiche ed epistolari. Dall'autunno del 2022 prenderà il via il festival "Rosario Scalero", patrocinato dall’Istituto e promosso dai comuni del territorio del canavese.

## Progetto di Censimento e Catalogazione delle Fonti Musicali piemontesi
Il Progetto di Censimento e Catalogazione delle Fonti Musicali piemontesi (CCFM) è il progetto principale dell'Istituto per i Beni Musicali in Piemonte.
La mission è quella di censire e catalogare ogni bene musicale (musica scritta, arte figurativa, strumenti musicali e altro materiale che ha, in qualche modo, a che fare con la musica) per rendere poi accessibile questo catalogo all'utenza interessata.
La restituzione è prevista sia attraverso la pubblicazione di cataloghi provinciali, sia attraverso l'uso del portale ISTAMPIE.

## Portale ISTAMPIE
Il Portale ISTAMPIE (Internet database sulla SToria dellA Musica in PIEmonte) è un portale online dedicato alla raccolta e alla restituzione all'utenza dei dati raccolti dall'Istituto per i Beni Musicali in Piemonte nell'arco della sua esistenza. In particolare il portale offre l'accesso per la consultazione dei fondi musicali e dei patrimoni bibliografici e non, comprese le ubicazioni di tali documenti.